# Jaafar Guesmi
Jaafar Guesmi (arabe : جعفر الڨاسمي), né le 4 septembre 1974, est un acteur, humoriste, metteur en scène et animateur de radio tunisien. Il est actif aussi bien au cinéma et à la télévision qu'au théâtre, où il est spécialisé dans le one-man-show.
En 2014, sa pièce de théâtre Richard III, court circuit remporte le prix de la meilleure pièce de théâtre arabe lors de la sixième édition du festival du théâtre arabe qui a lieu à Charjah aux Émirats arabes unis.
En 2014 et 2015, il est le parrain du Nescafé Comedy Show, un concours organisé par Nescafé pour les comédiens en herbe et les amateurs du rire,.

## Filmographie

### Cinéma

#### Longs métrages
- 2003 : L'Odyssée de Brahim Babaï
- 2004 : La Villa de Mohamed Damak
- 2008 : Cinecittà d'Ibrahim Letaïef
- 2010 : La Dernière heure d'Ali Abidi[5]
- 2020 : Rebelote de Kaïs Chekir : Rabii Ben Salah

#### Courts métrages
- 2006 :
  - Zappin de Jelel Bessaad
  - Perversion de Wissem Tlili
- 2008 : Boutellisse de Nasreddine Shili

### Télévision

#### Séries
- 2001 : Ryhana de Hamadi Arafa, Ahmed Rjeb et Abdelkader Bel Hadj Nassr : Mounir
- 2003 : Ikhwa wa Zaman de Hamadi Arafa, Wajiha Jendoubi et Dhafer Néji : Jamel
- 2004 : Hssabet w Aqabet de Habib Mselmani et Ali Louati (invité d'honneur)
- 2005 : Café Jalloul de Lotfi Ben Sassi, Imed Ben Hamida et Mohamed Damak : Morched
- 2005 et 2007-2008 : Choufli Hal de Slaheddine Essid et Abdelkader Jerbi (invité de l'épisode 17 de la saison 1, de l'épisode 26 de la saison 4 et de l'épisode 11 de la saison 5) : patient de Slimane à trois reprises
- 2006 : Hayet Wa Amani de Mohamed Ghodhbane, Hssan Ghodhbane et Jamel Eddine Khelif : gardien de villa à Mahdia
- 2007 :
  - Layali el bidh de Habib Mselmani et Rafika Boujday : Farouk
  - Ahna Hakka
- 2009-2020 : Tunis 2050 de Mehrez Dridi, Riadh Ghariani, Aziz Jebali, Hatem Bel Hadj et Slim Ben Ismail : Abdelhamid
- 2010 : Dar Lekhlaa d'Ahmed Rjeb et Nabil Bessaïda : Neji
- 2012 : Chobik Lobik d'Issam Bouguerra, Hamdi Ben Ahmed, Marwa Znaidi et Kaïs Chekir
- 2013 : Caméra Café d'Ibrahim Letaïef et Marwa Znaidi (invité d'honneur)
- 2014 : Talaa Wala Habet de Majdi Smiri et Hatem Bel Hadj : Mokdad
- 2017 :
  - Dawama de Naïm Ben Rhouma, Khaled Barsaoui et Abdelmonem Hawas : Moataz
  - Nsibti Laaziza de Slaheddine Essid et Younes Ferhi (invité d'honneur de l'épisode 19 de la saison 7) : Mannoubi (moniteur de conduite)
  - Bolice 4.0 de Majdi Smiri et Zouhour Ben Hamdi
- 2018 : Elli Lik Lik de Kaïs Chekir et Kaïs Néji
- 2019 : El Harba de Kaïs Chekir et Bilel Missaoui : Antar
- 2020 : El Hajer Essehi de Mamdouh Abdelghafar et Bilel Missaoui : Nouri
- 2021 : Ibn Khaldoun de Sami Faour : Omar

#### Émissions
- 2011 : Labès sur Ettounsiya TV
- 2013 : Chrik Laamor sur la Télévision tunisienne 1 : animateur
- 2015-2016 : Chef Jaafar sur Attessia TV : animateur
- 2016 : Yed Wahda sur Attessia TV : animateur
- 2017 : Avec Ala : invité
- 2019 : Elli Baadou sur El Hiwar El Tounsi : animateur
- 2020 : Saffi Kalbek sur El Hiwar El Tounsi : animateur
- 2021 : Cash ou Splash sur El Hiwar El Tounsi : animateur
- 2023 : Yesthak sur El Hiwar El Tounsi

### Vidéos
- 2009 : spot publicitaire pour Topnet
- 2011 : spot publicitaire pour la marque de biscuits Binto
- 2012 : spot publicitaire pour la carte bancaire de la Banque de Tunisie
- 2013 : Matadhrabnich (Ne me frappe pas), campagne pour la réforme du système policier
- 2015 : spot publicitaire pour la marque d'insecticide Tyr

## Radio
- depuis 2013 : Fezz Tasmaâ El Aâzz sur Radio IFM : animateur
- 2023 : Se3a s3idaa sur Diwan FM : animateur

## One-man-shows
- 2007 : Wahed Menna (Un de nous), texte de Mohsen Ben Nfissa et direction et mise en scène de Mohamed Mounir Erki
- 2010 : Ettounsi.com sur un texte de Naoufel Ouertani et mise en scène de Sahbi Amor
- 2011 : Tounsi.com sans politique
- 2015 : Tounsi.vote[6]

## Théâtre
- 2005 : Al Moutachaâbitoun (Les Opportunistes), texte d'Ali Louati et mise en scène de Mohamed Driss
- 2006 : Des barques dans la bourraque, texte de Ridha Boukadida et mise en scène de Jaafar Guesmi
- 2009 : Valises, texte de Youssef Bahri et mise en scène de Jaafar Guesmi
- 2013 : Richard III, court-circuit, scénographie et mise en scène de Jaafar Guesmi
- 2015 : Fezz (Lèves-toi) de Jaafar Guesmi[7]